# 白澤宏規
白澤宏規（しらさわ ひろのり、1943年12月16日 - ）は日本の建築家。東京造形大学名誉教授。元東京造形大学学長。
東京都立立川高等学校卒業。東京工業大学（篠原一男研究室）卒業。住宅建築の設計を中心とする建築計画・意匠を専門分野とする。同高校、同大学の同研究室を卒業した者に、建築家の坂本一成、紀行作家の稲葉なおとがいる。
建築作品：
- 「北山・住宅」 新建築1975年2月号
- 「東の舎」　　 新建築1976年9月号
- 「銀舎」　　　 新建築1979年12月号
- 「街舎」　　 　新建築1981年8月号
- 「リトル・ハウス」　　新建築住宅特集1985年夏
- 「楽舎」　　　　　　　新建築住宅特集1986年10月号
- 「COTTON HOUSE」　新建築住宅特集1988年8月号
- 「白の家・移築監修（原設計：篠原一男）」　新建築2008年6月号

など。
環境計画：「地標」（東京都文化のデザイン）など。
所属学会：日本建築学会